# Faribault
Faribault és una població dels Estats Units a l'estat de Minnesota. Segons el cens del 2000 tenia 20.818 habitants.

## Demografia
Segons el cens del 2000, Faribault tenia 20.818 habitants, 7.472 habitatges, i 4.946 famílies. La densitat de població era de 634,9 habitants per km².
Dels 7.472 habitatges en un 34,7% hi vivien nens de menys de 18 anys, en un 50,3% hi vivien parelles casades, en un 11,3% dones solteres, i en un 33,8% no eren unitats familiars. En el 28,5% dels habitatges hi vivien persones soles l'11,8% de les quals corresponia a persones de 65 anys o més que vivien soles. El nombre mitjà de persones vivint en cada habitatge era de 2,53 i el nombre mitjà de persones que vivien en cada família era de 3,1.
Per edats la població es repartia de la següent manera: un 26,2% tenia menys de 18 anys, un 9,9% entre 18 i 24, un 30,7% entre 25 i 44, un 19,7% de 45 a 60 i un 13,5% 65 anys o més.
L'edat mediana era de 34 anys. Per cada 100 dones de 18 o més anys hi havia 106,6 homes.
La renda mediana per habitatge era de 40.865 $ i la renda mediana per família de 49.662 $. Els homes tenien una renda mediana de 32.404 $ mentre que les dones 24.046 $. La renda per capita de la població era de 18.610 $. Entorn del 5,8% de les famílies i el 9% de la població estaven per davall del llindar de pobresa.

## Poblacions més properes
El següent diagrama mostra les poblacions més properes.